# 雙唇綿鳚
雙唇綿鳚，為輻鰭魚綱鱸形目绵鳚亞目绵鳚科的其中一種，分布於西北太平洋區的日本海北部及鄂霍次克海海域，屬底棲性魚類，棲息深度在水深20至70公尺，體長可達19.8公分。